# Manuel Pecellín Lancharro
Manuel Pecellín Lancharro (Monesterio, Badajoz, 14 de septiembre de 1944) es un bibliógrafo, profesor y ensayista español, acreedor de la Medalla de Extremadura en 2011.

## Biografía
Tras hacer el Bachillerato en el Seminario de San Atón, de Badajoz, fue licenciado en Teología por la Universidad Pontificia de Salamanca y en Filosofía por la Complutense madrileña (con una tesis sobre el Krausismo en Extremadura. Catedrático de Instituto desde 1976, ha sido asimismo a lo largo de su actividad docente: profesor de Antropología Cultural en la Escuela Universitaria Santa Ana, de Almendralejo y miembro del Equipo de Estética de la Facultad de Filosofía de la Universidad de Sevilla.
Ha ocupado cargos directivos regionales en el institutos “Pedro de Valdivia” de Villanueva de la Serena y el “Reino Aftasí” Badajoz. Director del Servicio de Publicaciones de la Diputación provincial de Extremadura, así como del Centro de Estudios Extremeños, presidente de la Asociación de Escritores Extremeños y miembro del Consejero Asesor de la Asamblea de Extremadura. Asimismo, es miembro de la Real Sociedad Económica de Amigos del País de Badajoz y de la Asociación Matilde Landa.
En 2005 ingresó en la Real Academia de Extremadura de las Artes y de las Letras; cuyo Boletín dirigió entre 2005 y 2013, de la que ha continuado como Secretario y responsable de su página web.
A estas actividades académicas o administrativas, pueden añadirse los empleos de como coordinador de El Urogallo de  José Antonio Gabriel y Galán, y responsable del área de “Ciencia y Pensamiento” de la Gran Enciclopedia de Extremadura. En el campo específico de la gestión bibliográfica, Pecellín es cofundador y vicepresidente de la UBEx y fundador y director del boletín bibliográfico Oeste Gallardo.

## Obra
Además de numerosos artículos de revistas y colaboraciones en obras colectivas, Pecellín es autor de diez volúmenes del compendio de Bibliografía extremeña, y una historia de la Literatura en Extremadura.
También ha publicado El Krausismo en Badajoz sobre Tomás Romero de Castilla, y la biografía Camilo Torres, sacerdote y guerrillero (Madrid, ZYX, 1968). Tradujo Péguy, el insurrecto de Jean Bastaire. En el aspecto más literario se pueden mencionar Historias mínimas, Relumbres de espejuelo y Cielo y tierra nativos.

## Reconocimientos
En 2011 se le concedió la Medalla de Extremadura.
En Retamal de Llerena y en Monesterio, su pueblo natal, tiene dedicadas sendas calles, y en Badajoz una plaza.